# Dominique Rey
Dominique Marie Jean Rey (ur. 21 września 1952 w Saint-Etienne) – francuski duchowny katolicki, biskup Fréjus-Toulon w latach 2000–2025.

## Życiorys
Ukończył studia ekonomiczne na uniwersytecie w Clermont-Ferrand, uzyskując tytuł doktora. Ponadto podjął studia w Instytucie Katolickim w Paryżu, gdzie otrzymał tytuły naukowe z teologii i prawa kanonicznego.
Święcenia kapłańskie otrzymał 23 czerwca 1984 i został inkardynowany do archidiecezji paryskiej. Był m.in. moderatorem Wspólnoty Emmanuel (1988-1995) oraz proboszczem parafii Świętej Trójcy w Paryżu (1995-2000).

### Episkopat
16 maja 2000 papież Jan Paweł II mianował go biskupem ordynariuszem diecezji Fréjus-Toulon. Sakry biskupiej udzielił mu kard. Jean-Marie Lustiger. 7 stycznia 2025 papież Franiszek przyjął jego rezygnację ze stanowiska.

## Publikacje w języku polskim
- Od adoracji do ewangelizacji, wyd. Esprit, Kraków 2014, ISBN 978-83-63621-64-3
- Parafio, obudź się! Wyzwania nowej ewangelizacji, wyd. Przystanek Jezus, Stargard Szczeciński 2014, ISBN 978-83-63739-07-2